# Prorocy mniejsi
Prorocy mniejsi – dwanaście ksiąg biblijnych wchodzących w skład Starego Testamentu. Każda z ksiąg nosi nazwę od imienia proroka, któremu jest ona przypisana. W Biblii Hebrajskiej poszczególni „prorocy mniejsi" tworzą jedną księgę. W źródłach żydowskich księga ta nazywana jest także aramejskim zwrotem Trei Asar („dwanaście").
Poszczególne proroctwa w Biblii Hebrajskiej i w Bibliach zachodnich kościołów chrześcijańskich umieszcza się tradycyjnie w następującej kolejności:
- Ozeasza
- Joela
- Amosa
- Abdiasza
- Jonasza
- Micheasza
- Nahuma
- Habakuka
- Sofoniasza
- Aggeusza
- Zachariasza
- Malachiasza

W Septuagincie, która jest używana przez kościoły wschodnie, księgi te umieszcza się w następującej kolejności: Ozeasza, Amosa, Micheasza, Joela, Abdiasza, Jonasza, Nahuma, Habakuka, Sofoniasza, Aggeusza, Zachariasza oraz Malachiasza. Oprócz tego w Septuagincie Proroków Mniejszych umieszcza się przed Prorokami Większymi, a nie odwrotnie jak to ma miejsce w Biblii Hebrajskiej.
Zwrot „mniejszy" odnosi się do objętości, ilości tekstu ksiąg Proroków Mniejszych, które są krótkie w porównaniu z innymi księgami biblijnymi, nie ma natomiast na celu pomniejszania wagi ich treści. Określenie takie wywodzi się z Wulgaty, gdzie księgi te noszą nazwę Prophetae Minores.

## Galeria

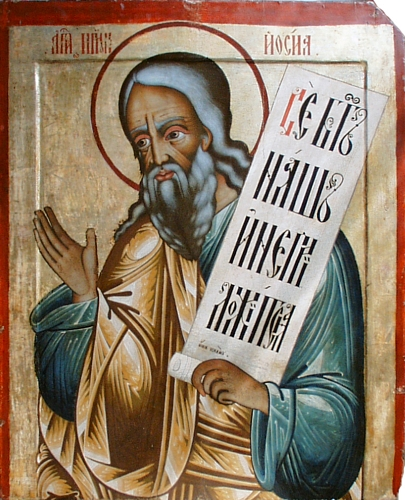
Ozeasz
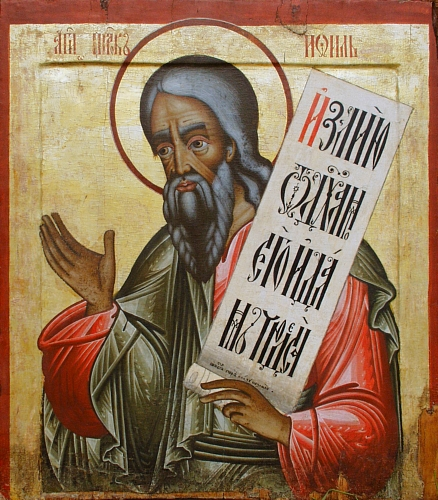
Joel
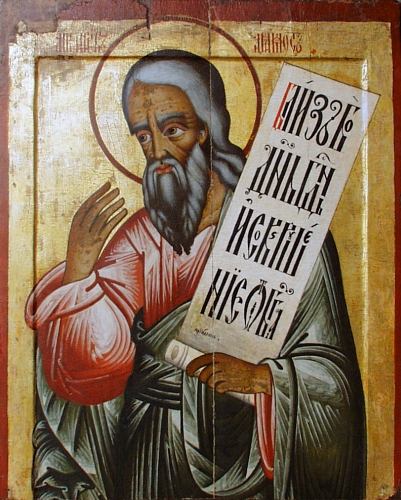
Amos
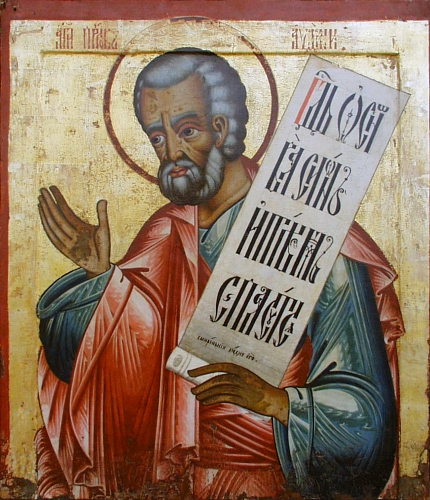
Abdiasz
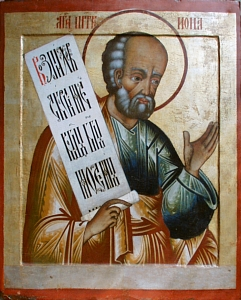
Jonasz
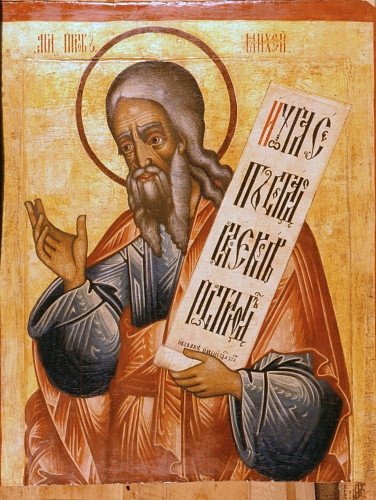
Micheasz
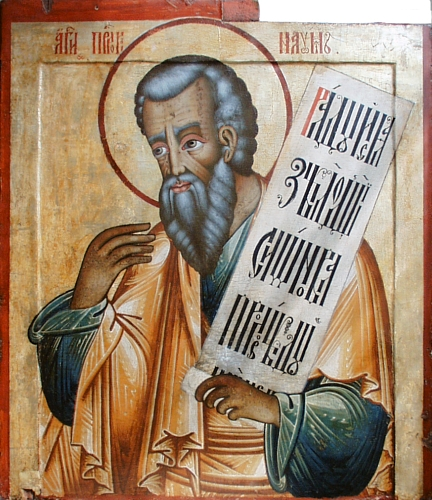
Nahum
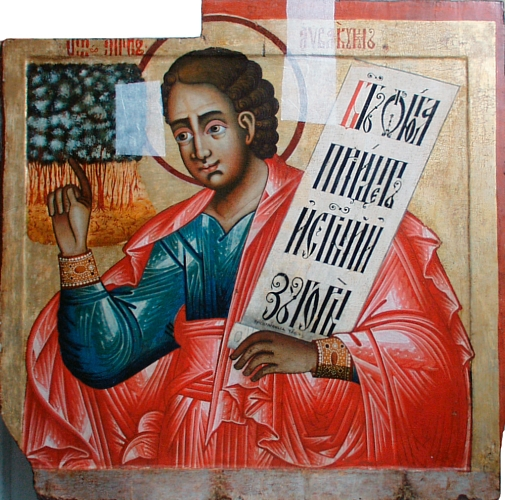
Habakuk
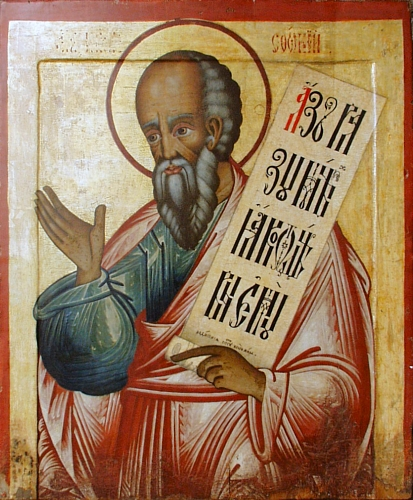
Sofoniasz
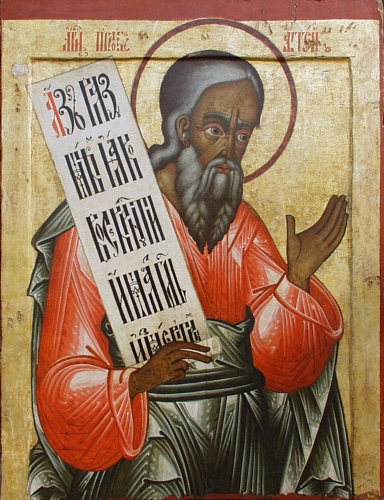
Aggeusz
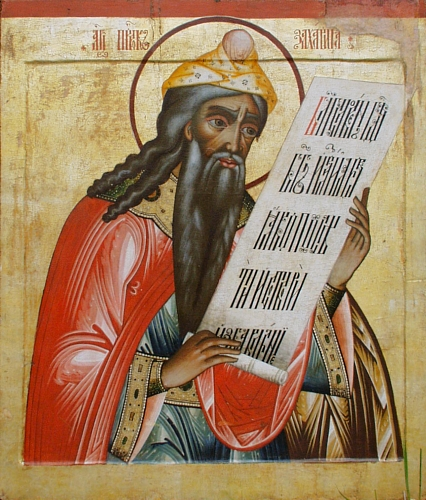
Zachariasz
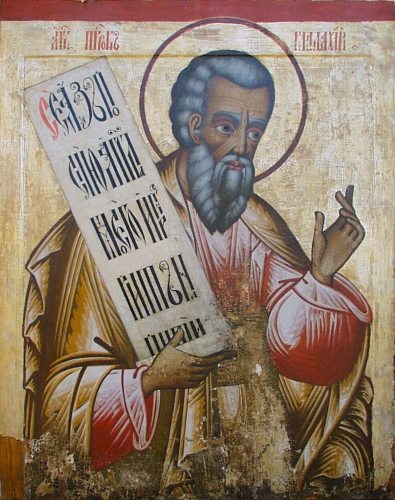
Malachiasz